# Emir Đulović
Emir Đulović (ibland Djulović), född 7 mars 1988 i Tuzla, Bosnien och Hercegovina, är en bosnisk sångare. Debuterade med albumet Srebreno jutro.

## Diskografi
- Srebreno jutro[2]
- Magija ljubavi[2]
- Igraj hano[2]
- Cipele ft Andreana Cekic